# Dive (album Twice)
Dive è il quinto album in studio in lingua giapponese (l'ottavo in totale) del girl group sudcoreano Twice, pubblicato il 17 luglio 2024.

## Tracce
1. Behind the Horizon – 3:32
2. DIVE – 3:01
3. Ocean Deep – 3:40
4. LOVE WARNING – 3:26
5. Here I am – 2:50
6. Inside of me – 2:53
7. Peach Soda – 3:10
8. Echoes of heart – 3:14
9. Dance Again – 3:11
10. Hare Hare – 3:23

## Classifiche

### Classifiche settimanali
| Classifica (2024) | Posizione massima |
| ----------------- | ----------------- |
| Giappone          | 2                 |

### Classifiche di fine anno
| Classifica (2024) | Posizione |
| ----------------- | --------- |
| Giappone          | 28        |